# Glyptelasma rectum
Glyptelasma rectum is een rankpootkreeftensoort uit de familie van de Poecilasmatidae. De wetenschappelijke naam van de soort werd in 1907 voor het eerst geldig gepubliceerd door Henry Augustus Pilsbry.